# セラニーズ

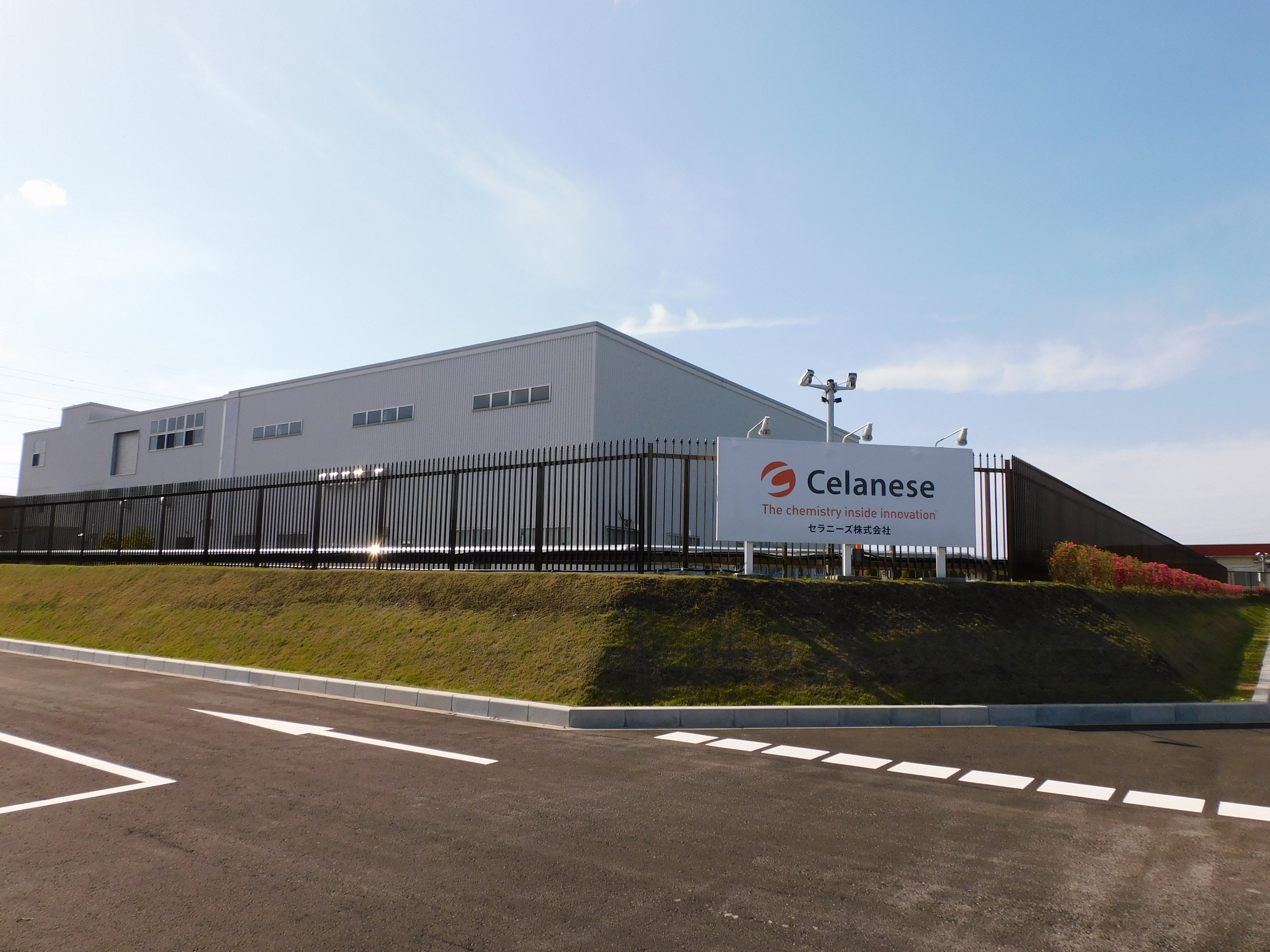
宇都宮事業所

セラニーズコーポレーション (NYSE: CE)はアメリカ合衆国テキサス州ダラス市に本社を置く、石油化学製品・プラスチック製品等を製造するグローバル企業である。ニューヨーク証券取引所(NYSE: CE)に上場し、フォーチュン500にもリストされる企業体である。
事業体はEngineered Materials(旧ティコナ部門)やFood Ingredients(旧ニュートリノバ部門)、Cellurose Delivertivesから構成されるマテリアルソルーションズとIntermediate Chemistry(化学品中間体)、Emulsion Polymers, EVA Polymersから構成されるアセチルチェーンの2グループから構成される。米州、ヨーロッパ、アジアの32か所の製造拠点で、酢酸および酢酸誘導体、高機能プラスチック等を製造している。各種産業分野に広く使用される酢酸の世界トップメーカーであり、関連する酢酸ビニルモノマー(VAM)においても世界トップの生産規模を有する。最大の工場はアメリカ合衆国テキサス州クリアレーク市(Clear Lake, Texas)のパサデナプラント(Pasadena)であり、世界最大能力の酢酸製造プラントを保有している。高機能プラスチック分野においても、ポリアセタール樹脂、液晶ポリマー、超高分子ポリエチレン、PPS樹脂では世界トップクラスの生産規模を誇る。ヨーロッパではドイツのフランクフルトプラント、オバーハウゼンプラント、アジアにおいてはシンガポールプラント、中国の南京プラント等、アメリカの主要生産拠点の他、ヨーロッパ・アジアにも主要な生産拠点を保有する。

## 歴史
同社は1863年設立のドイツの総合化学企業であるヘキスト(Hoechst AG)と1918年設立のアメリカンセラニーズ(American Celanese)の流れを引き継ぎ、巨大製薬会社であるヘキストセラニーズ(Hoechst Celanese)の時代を経て、ヘキストの解体と共に事業再編が行われ、前述の事業を継承して現在のセラニーズコーポレーション(Celanese Corporation)の形となった。
2015年時点での売上は5700百万米ドル、従業員数は約7400名となっている。
2016年には北米で130万トンのメタノールの製造を開始している。

## 製品

### 酢酸および誘導体
酢酸・酢酸ビニルモノマー・無水酢酸・酢酸エステル等、各種化学品中間体

### 高機能プラスチック(旧ティコナ)
ポリアセタール樹脂（POM)・超高分子ポリエチレン（UHMW-PE)・液晶ポリマー（LCP）・PPS等、各種エンジニアリングプラスチック

### コンシューマースペシャリティ
アセテートトウ・アセテートフレーク・人口甘味料（アセスルファムK)

### インダストリアルスペシャリティ
エマルジョン

## 参考
1. ↑  http://www.celanese.com/celanese_corporation_reports_fourth_quarter_and_record_full_year_results_2011.pdf
2. ↑  “Celanese - Company Profile”.   www.celanese.com. 2010年5月18日閲覧。
3. ↑  “Celanese sales rise pushes up 4Q profit”.   The Associated Press via www.bloomberg.com. 2011年2月9日閲覧。

- Peter John Turnbull Morris, "The American Synthetic Rubber Research Program", Pennsylvania Press, ISBN 0-8122-8207-8, page 258.